# Нартецієві
Нартецієві (Nartheciaceae) — родина квіткових рослин порядку Dioscoreales.

## Опис
Це багаторічні трав'янисті рослини. Часто вони утворюють кореневища як органи виживання. Суцвіття виноградоподібні. Плоди — 3-камерні капсули.

## Поширення
Ареал має районування з видами в помірних широтах північної півкулі (Європа і Північна Америка), види в Азії (Східна Азія й Південно-Східна Азія), і види на північному сході Південної Америки (Венесуела і Гаяна).

## Галерея

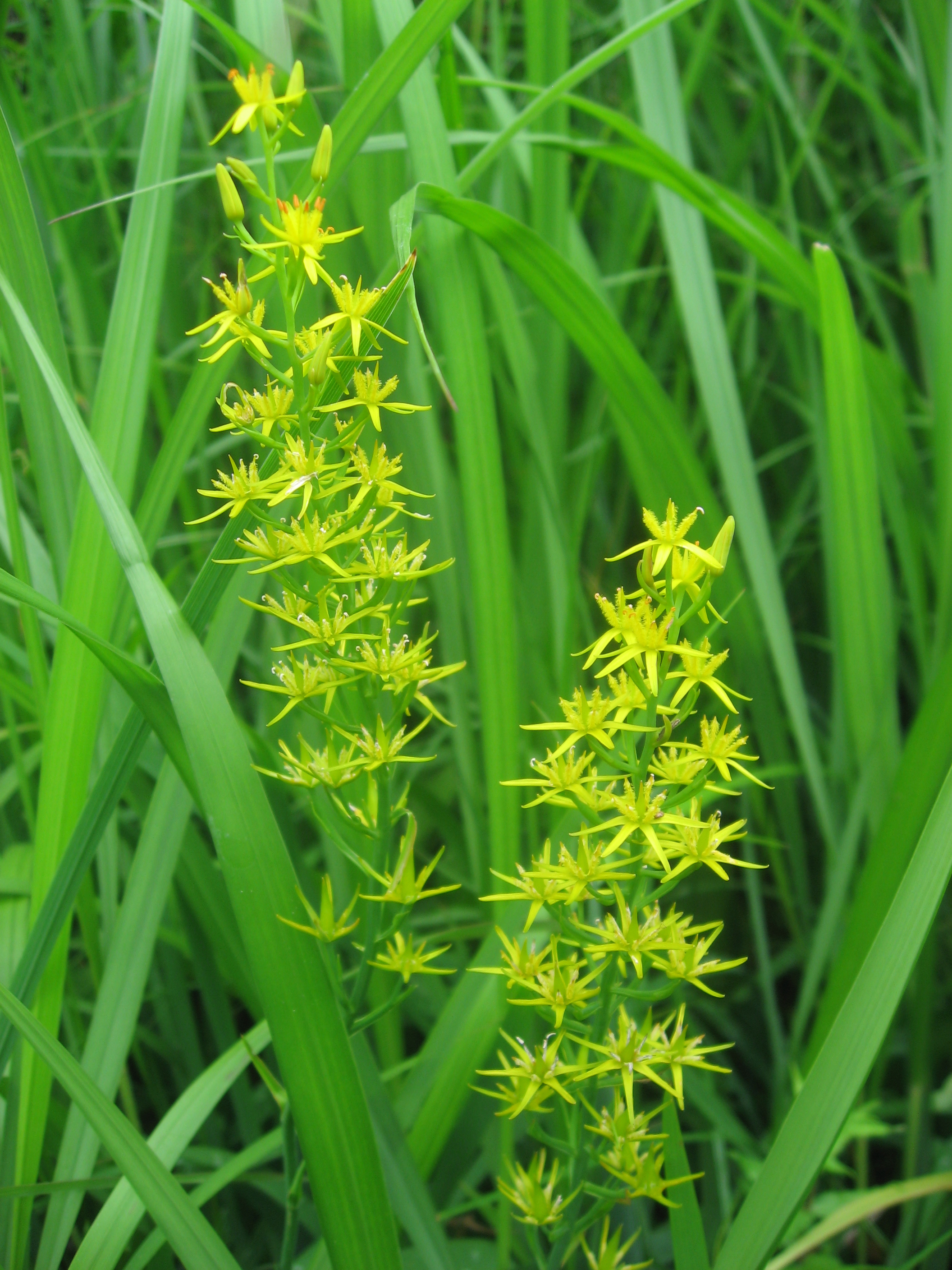
Narthecium asiaticum
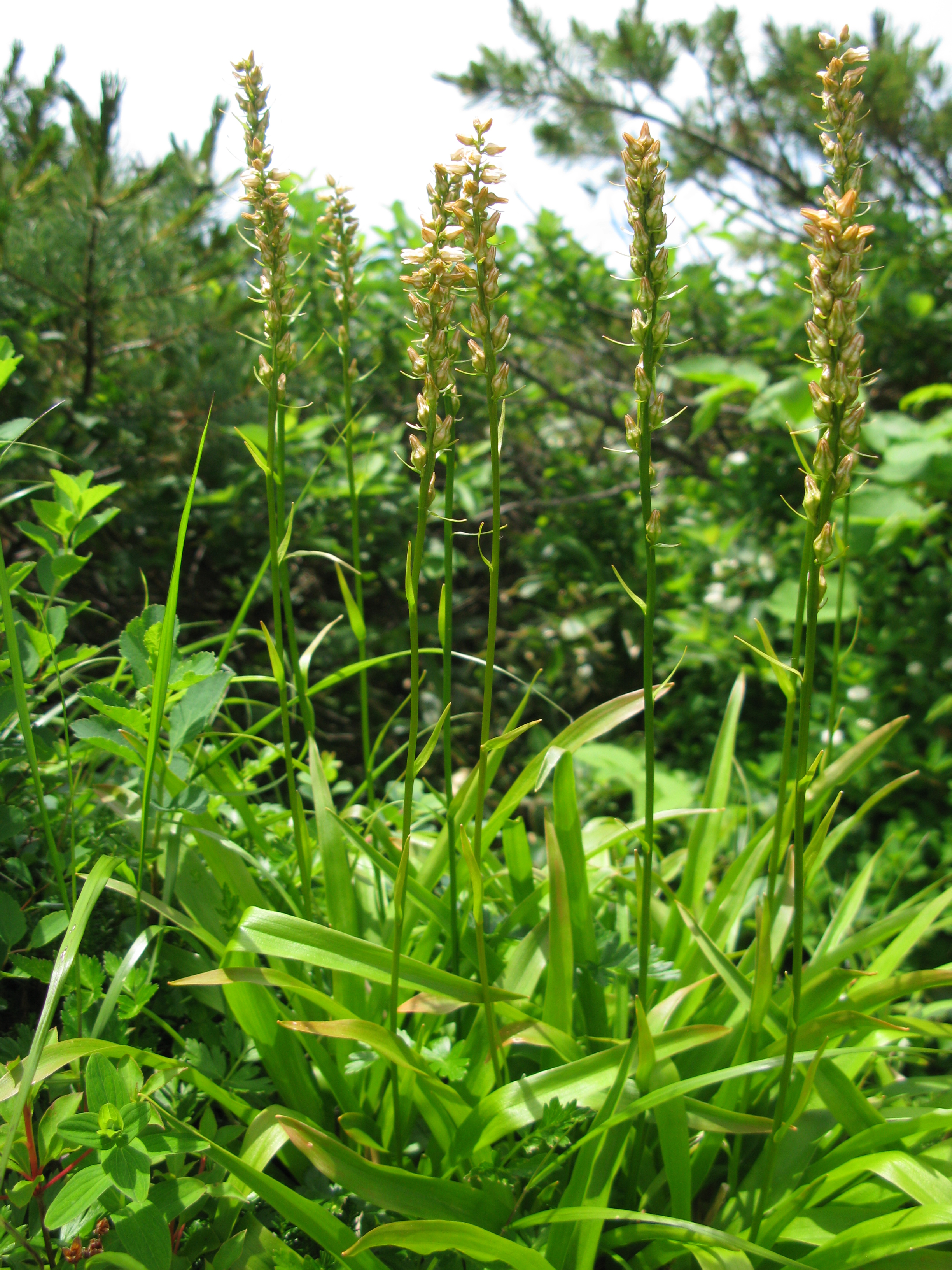
Aletris foliata
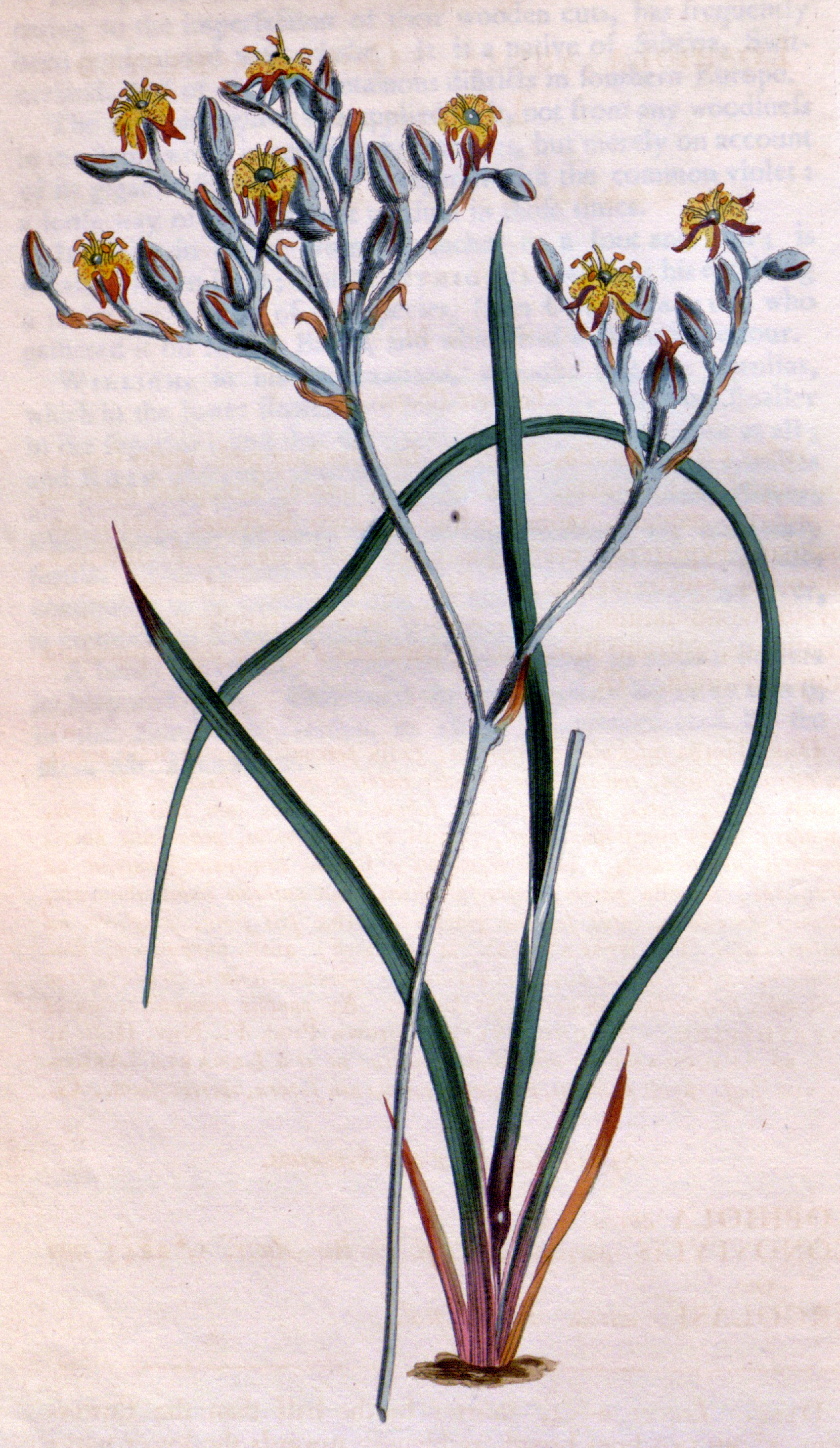
Lophiola aurea
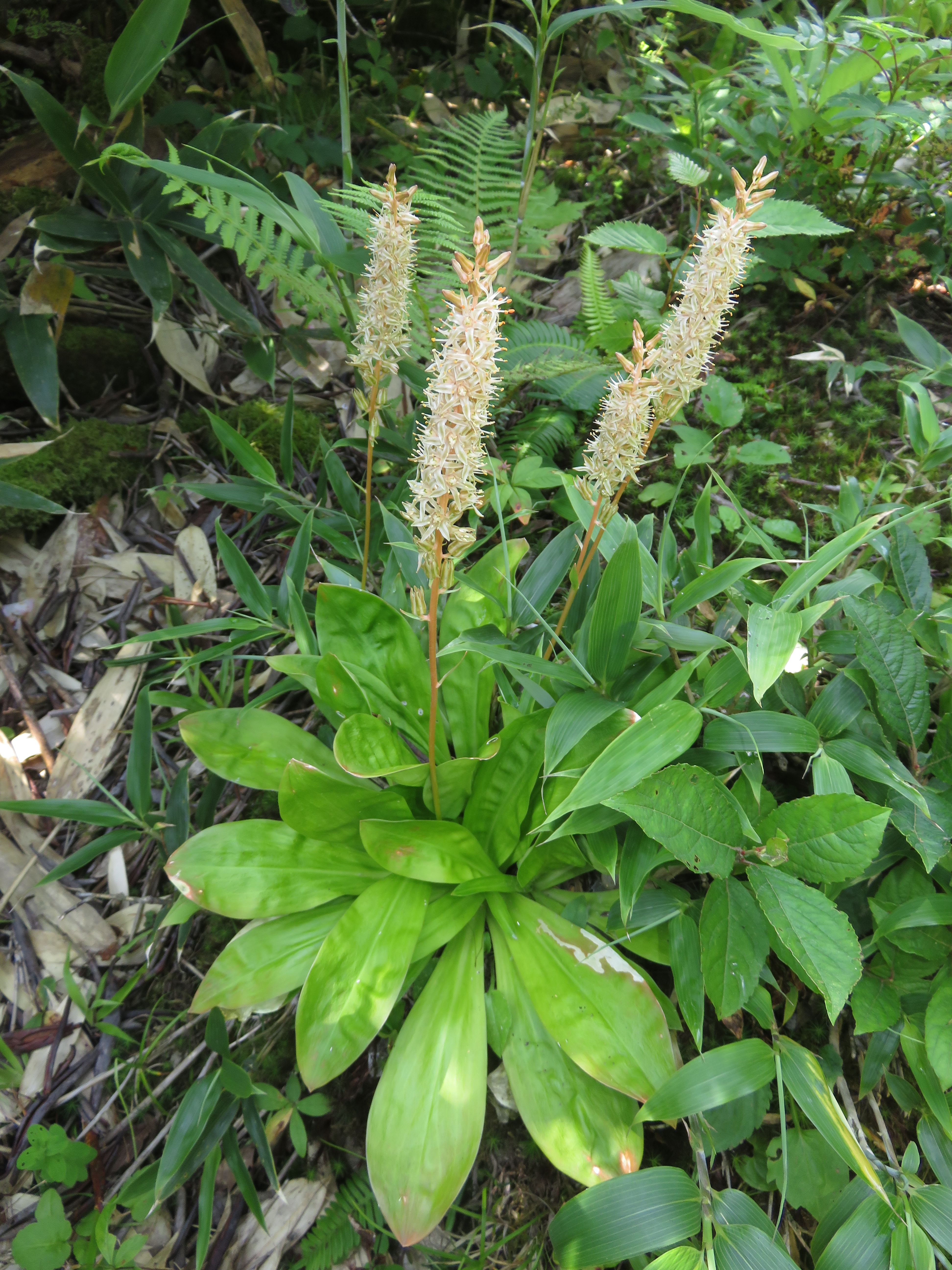
Metanarthecium luteoviride